# Tomáš Klinka
Tomáš Klinka (ur. 24 kwietnia 1977 w Pradze) – czeski napastnik m.in. Slavii Praga, Viktorii Žižkov, Bohemiansu Praga, Tescomy Zlín, Erzgebirge Aue czy Spartaka Trnava. W 1996 roku razem ze Slavią Praga został mistrzem Czech.